# 久美浜町
久美浜町（くみはまちょう）は、かつて京都府熊野郡にあった町。丹後地方や京都府北部に区分され、京都府と兵庫県との県境に位置していた。北側は日本海に面していた。2004年（平成16年）4月1日に周辺市町村と合併して京丹後市が発足し、久美浜町は廃止された。本項では統廃合後の京丹後市久美浜町についても述べる。

## 象徴
町章は、久美浜の「久」の字を3字組み合わせることで「久三（久美）」て図案化した。この町章のデザインは、同町内にある京都府立久美浜高等学校の校章のベースともなっている。
町の木は、梅、町の花はチューリップで、隣町の網野町と同じである。町の特産品として久美浜湾で養殖する牡蛎、このしろ寿し、鯛せんべい、メロン、梨がしられた。古代から農業漁業に依存する経済生活が定着していたが、20世紀後半には山陰海岸国立公園をベースに観光やカヌーなどのスポーツも盛んになり、21世紀に向けて活力のある住みよいまちづくりをめざした。

## 地理
京都府の北西端に位置していた。総面積145.04平方キロメートルで、熊野郡1郡1町の面積を有した。北方を日本海、他の三方を山に囲まれ、久美浜湾が入り込んでいた。久美浜湾はほぼ湖の形態をなしており、汽水湖となっていた。久美浜町では温泉も湧出していた。
久美浜市街地には栃谷川、久美谷川、陣屋川が約250メートルの間隔で流れており、これらの河川は松倉城からみて敵の侵入を防ぐ天然の堀の役割をした。陣屋川の近くには、堀川もある。
河川
- 佐濃谷川
- 川上谷川
- 栃谷川
- 久美谷川
- 陣屋川

山岳
- 高竜寺ヶ岳 - 標高697m。
- 法沢山 - 標高643m。
- 久次岳 - 標高541m。
- 青地岳 - 標高446m。
- 女布権現山 - 標高348m。
- かぶと山（兜山） - 標高192m。鐘型の溶岩円頂丘（トロイデ）。

水域
- 日本海
- 久美浜湾

### 隣接していた自治体
- 網野町、峰山町
- 兵庫県：豊岡市、出石町、但東町

## 歴史
- 1889年（明治22年）4月1日 - 町村制の施行により、近世以来の久美浜村が単独で自治体を形成。
- 1894年（明治27年）11月24日 - 久美浜村が町制施行して久美浜町（第1次）となる。
- 1951年（昭和26年）4月1日 - 久美谷村を編入。
- 1955年（昭和30年）1月1日 - 川上村・海部村・田村・神野村・湊村と合併し、改めて久美浜町（第2次）が発足。
- 1955年（昭和30年）6月 - 山陰海岸国定公園に指定。
- 1958年（昭和33年）5月3日 - 佐濃村を編入。
- 1959年（昭和34年）9月 - 伊勢湾台風。
- 1963年（昭和38年）7月 - 山陰海岸国立公園に指定。
- 2004年（平成16年）4月1日 - 竹野郡網野町・丹後町・弥栄町・中郡峰山町・大宮町と合併して京丹後市が発足。同日久美浜町廃止。

## 行政

### 歴代町長
- 岡田志郎（1955年〜）
- 小谷利一郎（1961年8月〜）
- 井尻武（1977年8月〜）
- 片山茂（1985年6月〜）
- 吉岡光義（1997年6月〜）

## 人口と世帯数
| 人口の変遷         | 人口の変遷 | 人口の変遷 |  |
| ------------------ | ---------- | ---------- |  |
| 1970年（昭和45年） | 14,024人   |            |  |
| 1975年（昭和50年） | 13,522人   |            |  |
| 1980年（昭和55年） | 13,178人   |            |  |
| 1985年（昭和60年） | 13,177人   |            |  |
| 1990年（平成2年）  | 12,821人   |            |  |
| 1995年（平成7年）  | 12,338人   |            |  |
| 2000年（平成12年） | 11,857人   |            |  |

| 世帯数の変遷       | 世帯数の変遷 | 世帯数の変遷 |  |
| ------------------ | ------------ | ------------ |  |
| 1970年（昭和45年） | 3,375戸      |              |  |
| 1975年（昭和50年） | 3,410戸      |              |  |
| 1980年（昭和55年） | 3,380戸      |              |  |
| 1985年（昭和60年） | 3,401戸      |              |  |
| 1990年（平成2年）  | 3,353戸      |              |  |
| 1995年（平成7年）  | 3,353戸      |              |  |
| 2000年（平成12年） | 3,366戸      |              |  |

- 人口・世帯数はいずれも国勢調査[3][4]。

## 経済

### 産業

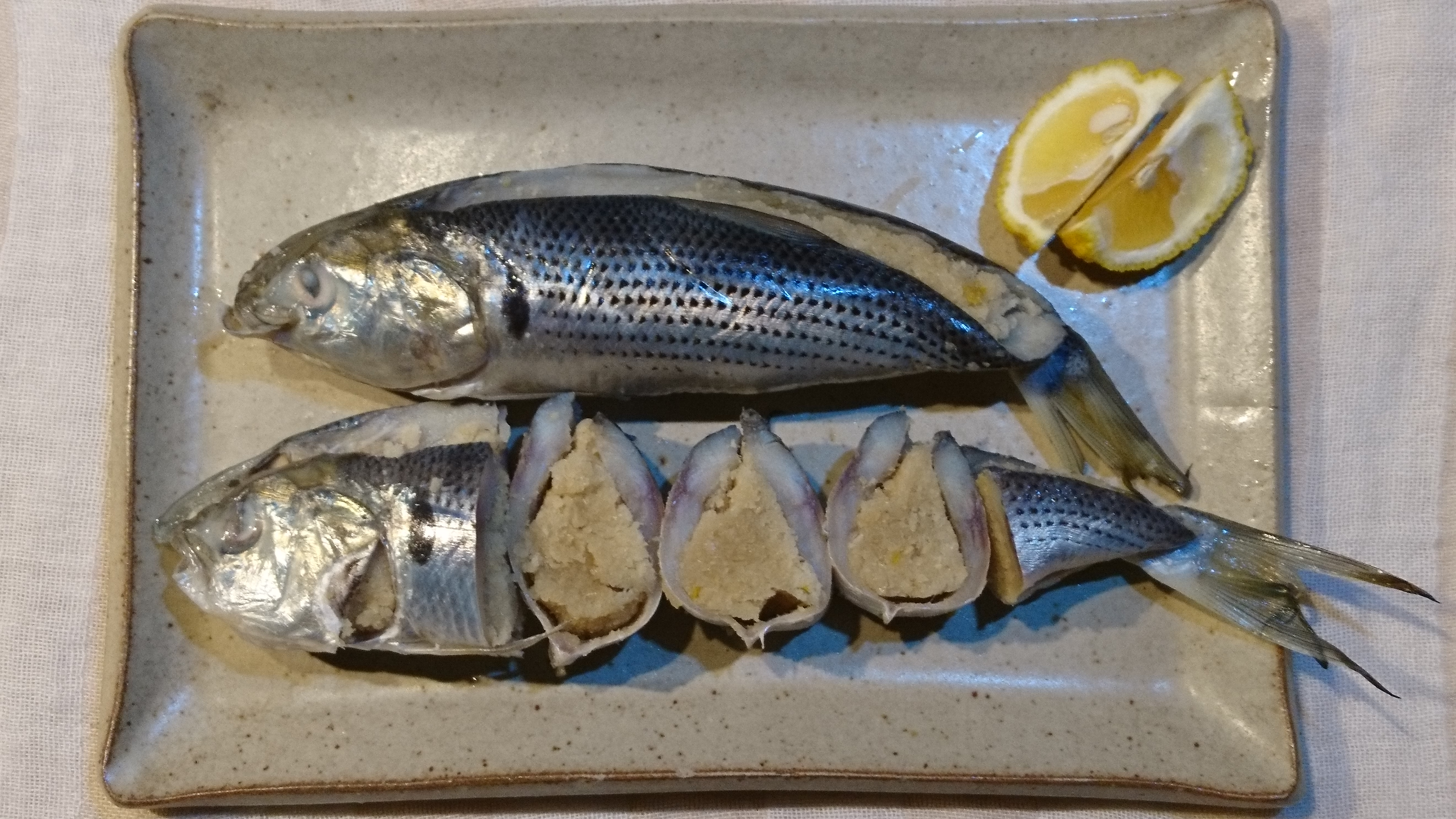
このしろ寿し（久美浜湾で漁獲したコノシロに調味したおからを詰める甘酢漬け）

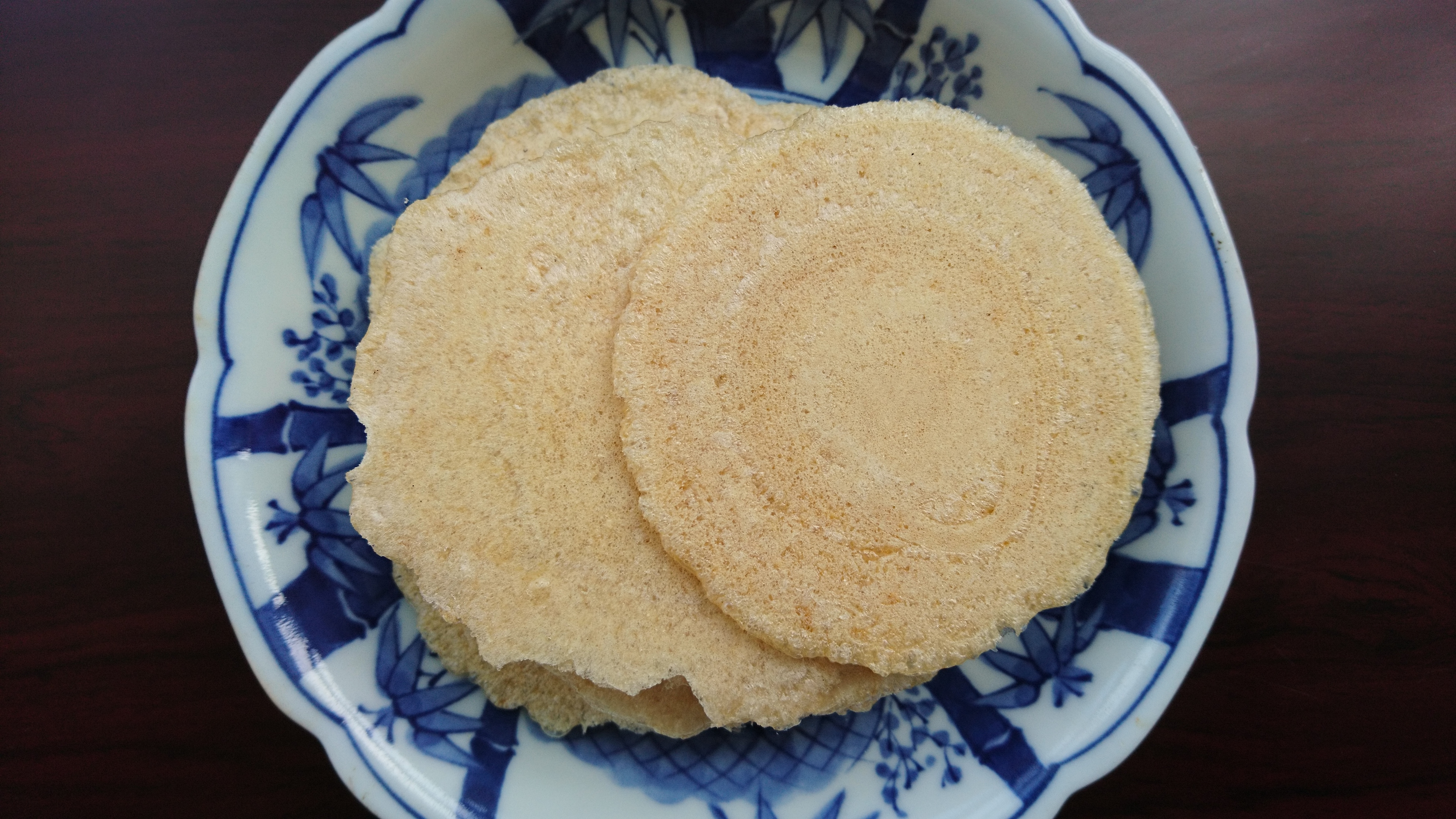
鯛せんべい（酒肴のほか、味噌汁の具材などに用いられる。）

#### 農業
明治時代、徳富蘇峰の主張した「田舎紳士論」を指針に久美浜の村づくりに発起した若者らにあやかり、2013年頃から若手農家が中心になって久美浜ブランド「田園紳士」をつくり、6次産業化をすすめている。田園紳士はその後、拠点を網野町に移し、京丹後市一帯の農家を対象とするようになった。
- 米 - コシヒカリ（関西地域ではまれな特Aの品質[6]）
- フルーツ - メロン、スイカ、モモ、ナシ、ブドウ[7]
  - 「京たんご梨」は「京のブランド産品」に選出されている唯一の果物[8]。
- 野菜 - 黒枝豆、大根、水菜[7]、砂丘甘藷（サツマイモ）、万願寺唐辛子、賀茂なす、九条ネギ[9]。

#### 漁業
- 海草 - ワカメ、モズク、神葉（ジャバ）、テングサ[8]
- 魚 - イサザ、サワラ[8]
- 貝 - 牡蠣[7]、サザエ、アワビ、ハマグリ[8]
- 加工品 - 鯛せんべい、このしろ寿し、へしこ[7]

#### その他
1975年（昭和50年）には関西電力によって、久美浜町蒲井地区に久美浜原子力発電所の計画が検討された。2006年（平成18年）に計画中止となった。
日本酒の酒蔵としては、「玉川」を代表銘柄とする木下酒造、「久美の浦」を代表銘柄とする熊野酒造がある。

## 教育
2004年（平成16年）の町村合併後は町立小中学校は全て京丹後市立となり、7小学校2中学校が存在した。その後、児童生徒数の減少に伴い統廃合され、現在は3小学校1中学校がある。

### 小学校

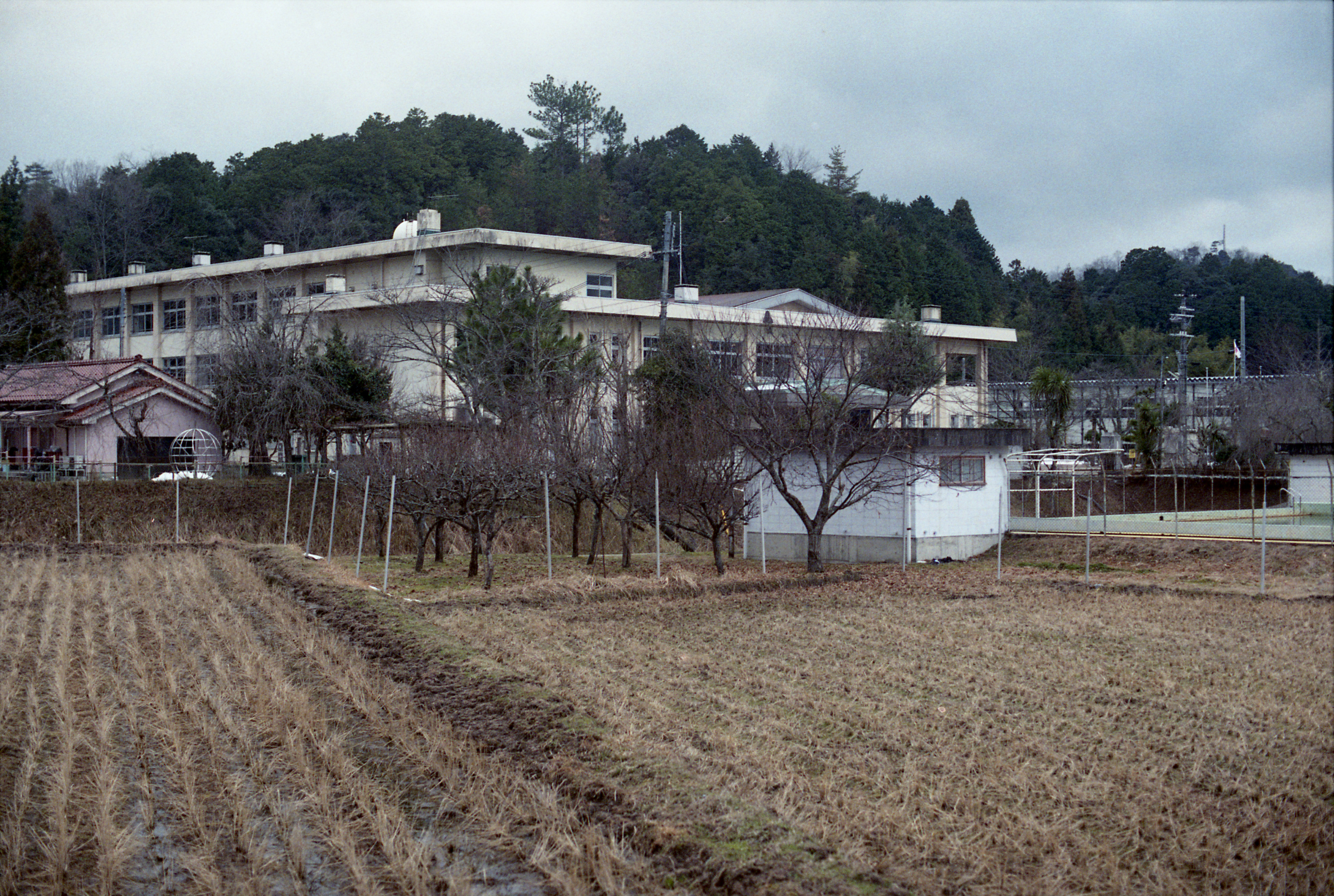
京丹後市立佐濃小学校。撮影後の2014年3月に閉校となり、校舎はなくなり、佐濃グラウンドになっている。

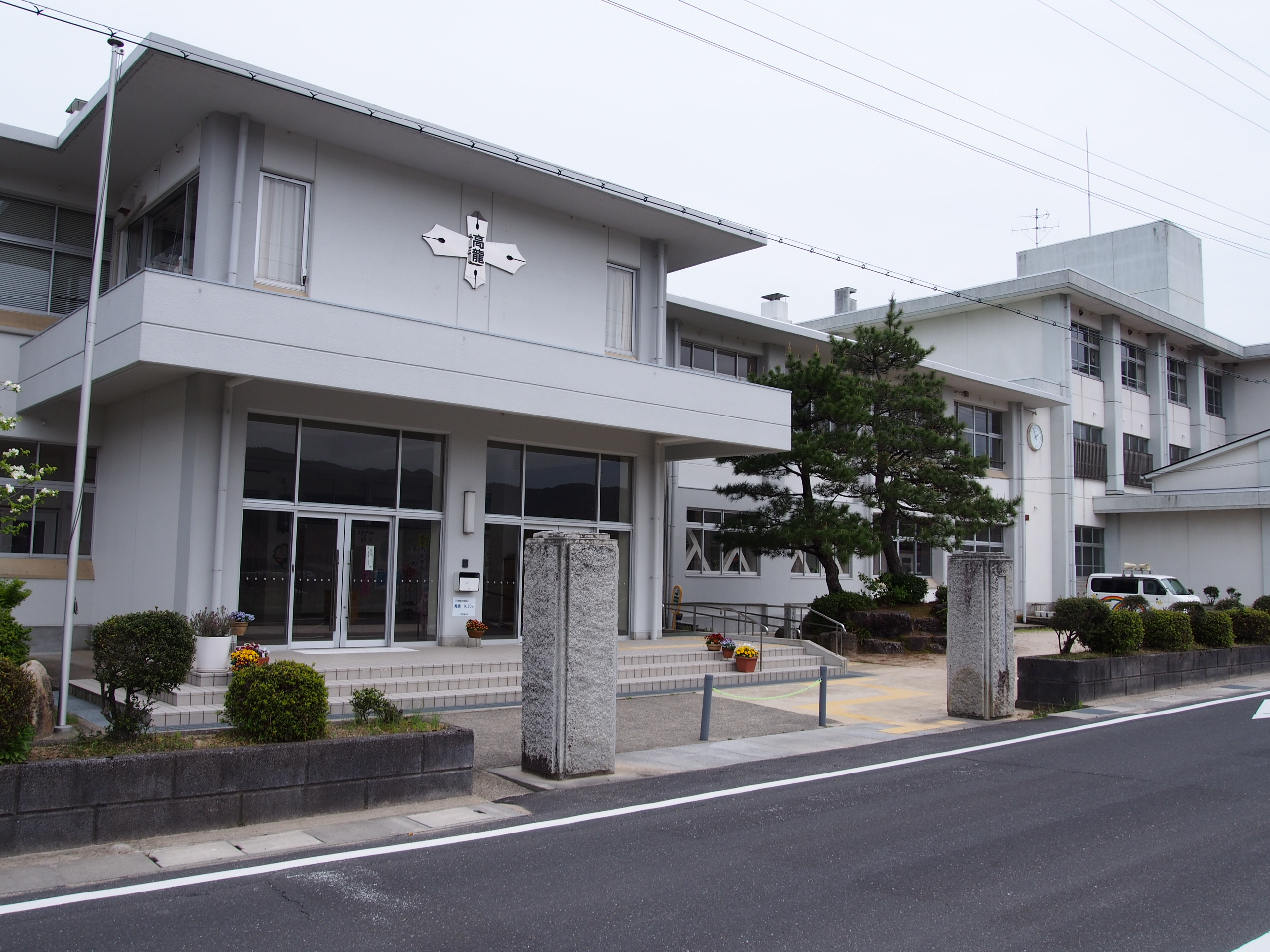
高龍中学校（現・高龍小学校）

- 久美浜町立久美浜小学校 → 京丹後市立久美浜小学校
- 京丹後市立かぶと山小学校（2013年4月に、元・神野小学校校舎を活用して開校[11]。）
  - 久美浜町立田村小学校（2013年3月で閉校。かぶと山小学校に統合される。）
  - 久美浜町立神野小学校（2013年3月で閉校。かぶと山小学校に統合される。）
  - 久美浜町立湊小学校（2013年3月で閉校。かぶと山小学校に統合される。）
- 京丹後市立高龍小学校（2014年4月に、元・高龍中学校校舎を活用して開校[12]。）
  - 久美浜町立川上小学校（2014年3月で閉校。高龍小学校に統合される。）
  - 久美浜町立海部小学校（2014年3月で閉校。高龍小学校に統合される。）
  - 久美浜町立佐濃小学校（2014年3月で閉校。高龍小学校に統合される。）

### 中学校
- 久美浜町立久美浜中学校 → 京丹後市立久美浜中学校
  - 久美浜町立高龍中学校（2013年3月に閉校[13]）

### 高等学校
- 京都府立久美浜高等学校 - 2020年（令和2年）4月に京都府立網野高等学校と統合し、京都府立丹後緑風高等学校の1学舎となった[14]。

## 交通

### 鉄道
- 京都丹後鉄道宮豊線 小天橋駅 - かぶと山駅 - 久美浜駅
  - 旧北近畿タンゴ鉄道宮津線 丹後神野駅 - 甲山駅 - 久美浜駅
- 中心となる駅：久美浜駅
京丹後市としての代表駅は峰山駅（旧・峰山町域）。

### 道路
- 国道178号
- 国道312号
- 国道482号
- 京都府道20号網野久美浜線
- 京都府道49号久美浜湊宮浦明線
- 京都府道122号久美浜気比線
- 京都府道666号岡田浦明線
- 京都府道667号木津温泉停車場線
- 京都府道668号野中丹後神野停車場線
- 京都府道669号芦原甲山線
- 京都府道670号久美浜停車場線
- 京都府道671号尉ヶ畑布袋野線
- 京都府道703号永留豊岡線
- 京都府道706号町分久美浜線

### 港湾
- 久美浜港（地方港湾）

## 名所・旧跡・観光スポット・祭事・催事

### 名所・旧跡
- 神谷磐座 - 北極星信仰と太陽信仰の関わるパワースポット[15]。
- 神谷太刀宮神社 - 式内社。丹波道主命を主祭神にしている神社は全国で唯一[16]。
- 本願寺 - 浄土宗の寺院。本堂は鎌倉時代に建造された現存する中では丹後地方最古の木造建築で、重要文化財[1][17]。
- 如意寺 - 高野山真言宗の寺院。阿弥陀如来坐像などが京丹後市指定文化財。花の名所でもある[18]。
- 宗雲寺 - 臨済宗南禅寺派の寺院。モミジが有名な庭園があり、京都府指定名称庭園に指定されている[19]。
- 円頓寺 - 本尊の薬師如来と脇立日光月光像は藤原時代に製作されたもので、国の重要文化財となっている[1]。
- 湯舟坂2号墳 - 1981年（昭和56年）度の発掘調査で国の重要文化財「金銅双龍装環頭大刀」及び470点の土器類を含む、200点以上の須恵器、鉄器、装身具などの副葬品が出土し、日本古代史の大収穫と評価された[1]。6世紀後半の横穴式石室をもつ古墳。須田古墳群のなかにある[1]。
- 函石浜遺跡（函石浜遺物包含地） - 弥生時代を主とするが、縄文から室町時代にいたるまでの遺跡が出土している国指定史跡[1]。
- 松倉城趾（城山公園） - 標高57mの山城。久美浜の町並みが見られるスポット[20]。
- 久美浜公会堂 - 1925年（大正14年）の北但馬地震からの復興を記念して1930年（昭和30年）に建設された公会堂[21]。
- 旧久美浜町役場 - 1927年（昭和2年）に久美谷村役場として竣工し、2004年（平成16年）の合併まで久美浜町役場として使用された[22]。玄関前には高竜寺ヶ岳で採取された12トンの巨石などがある[23]。2004年に外観の修復工事が行われた[23]。

### 観光スポット
- 久美の浜温泉
- 久美浜シーサイド温泉
- 豪商 稲葉本家 - 登録有形文化財。ぼた餅が有名で、毎年11月に「ぼたもち会」がある[24]。
- 東稲葉邸 - 稲葉家の4軒の分家のひとつの造り酒屋で、唯一残っている分家のお屋敷。戦後に熊野酒造と統合した[20]。
- かぶと山（兜山） - 鐘型の溶岩円頂丘（トロイデ）。
- 小天橋 - 山陰海岸国立公園の一部で、山陰地方随一のロングビーチで知られる[1]。
- 東山公園 - 高さ39メートル。久美浜湾に映る「逆さかぶと山」がきれいに見られるスポット[20]。
- 久美浜駅 - 明治時代の久美浜県庁があった時代の建物を再現した駅。毎週日曜日には9時から朝市がある[20]。
- 和久傳の森 安野光雅館「森の中の家」

### 祭事・催事
- まるかじりまつり
- 千日会
- 秋祭り

## 出身有名人
- 12代稲葉市郎右衛門（英裕） - 実業家・銀行家・政治家。衆議院議員。
- 13代稲葉市郎右衛門（景介） - 実業家・銀行家・政治家。京都府会議長。
- 奥田東 - 農学者。京都大学総長。
- 中村淳治 - 堂宮大工。
- 井尻薫 - レーシングドライバー。
- 斉藤和 - 日本画家。
- 浜田翔子 - タレント。
- はまだこう - タレント。
- 前田正博 - 陶芸家。

## ギャラリー

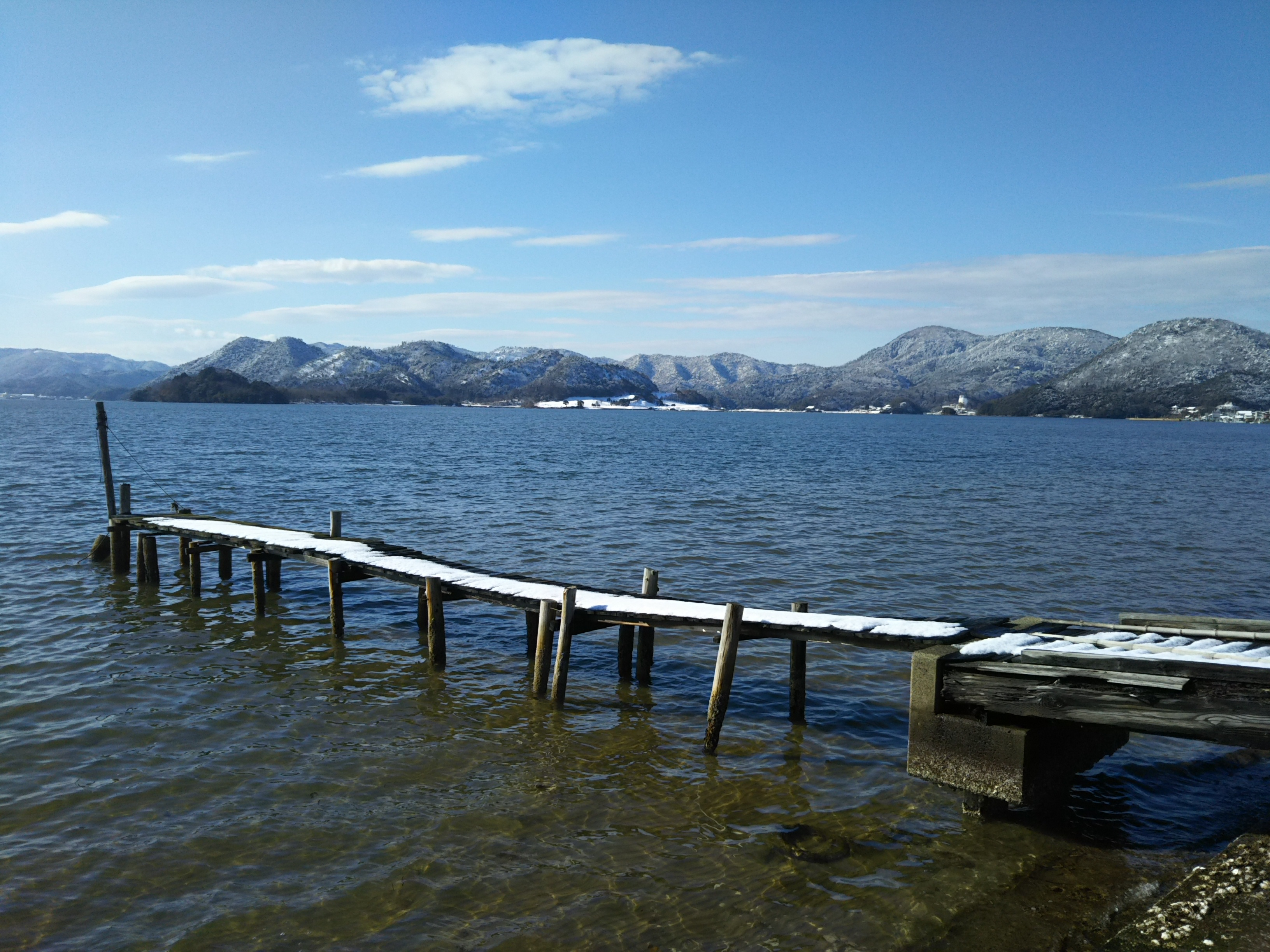
久美浜湾
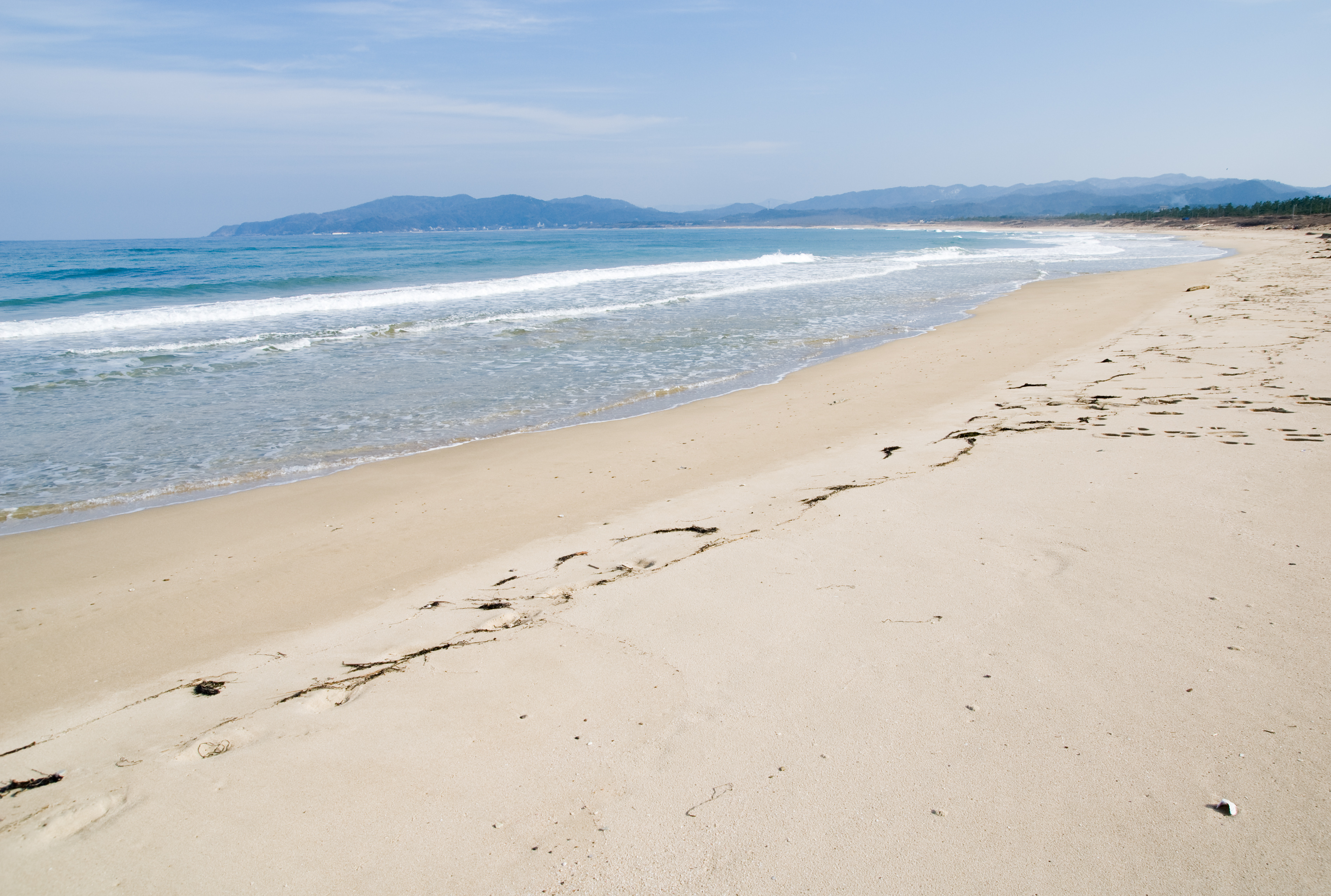
小天橋海水浴場
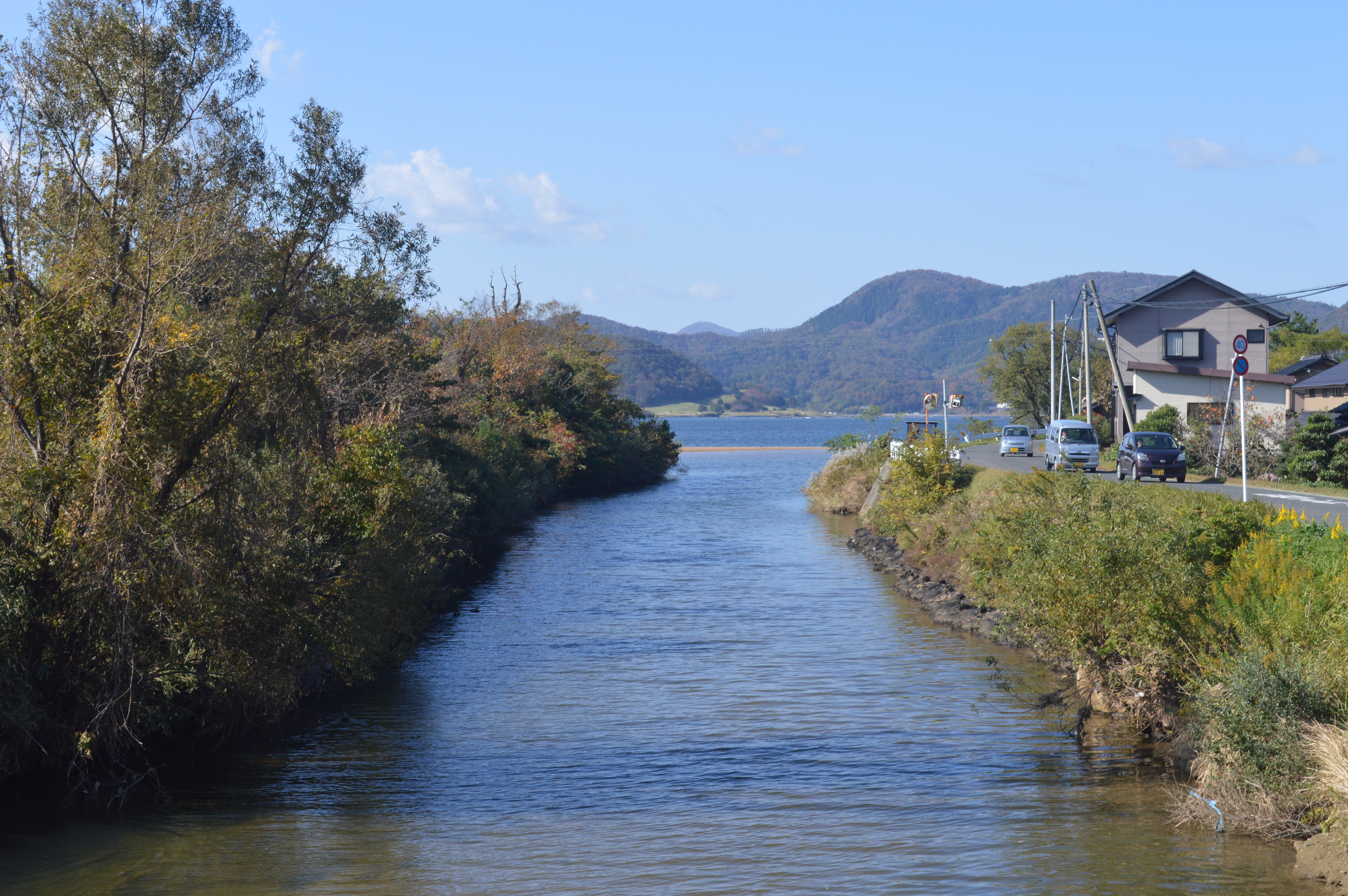
佐野谷川河口
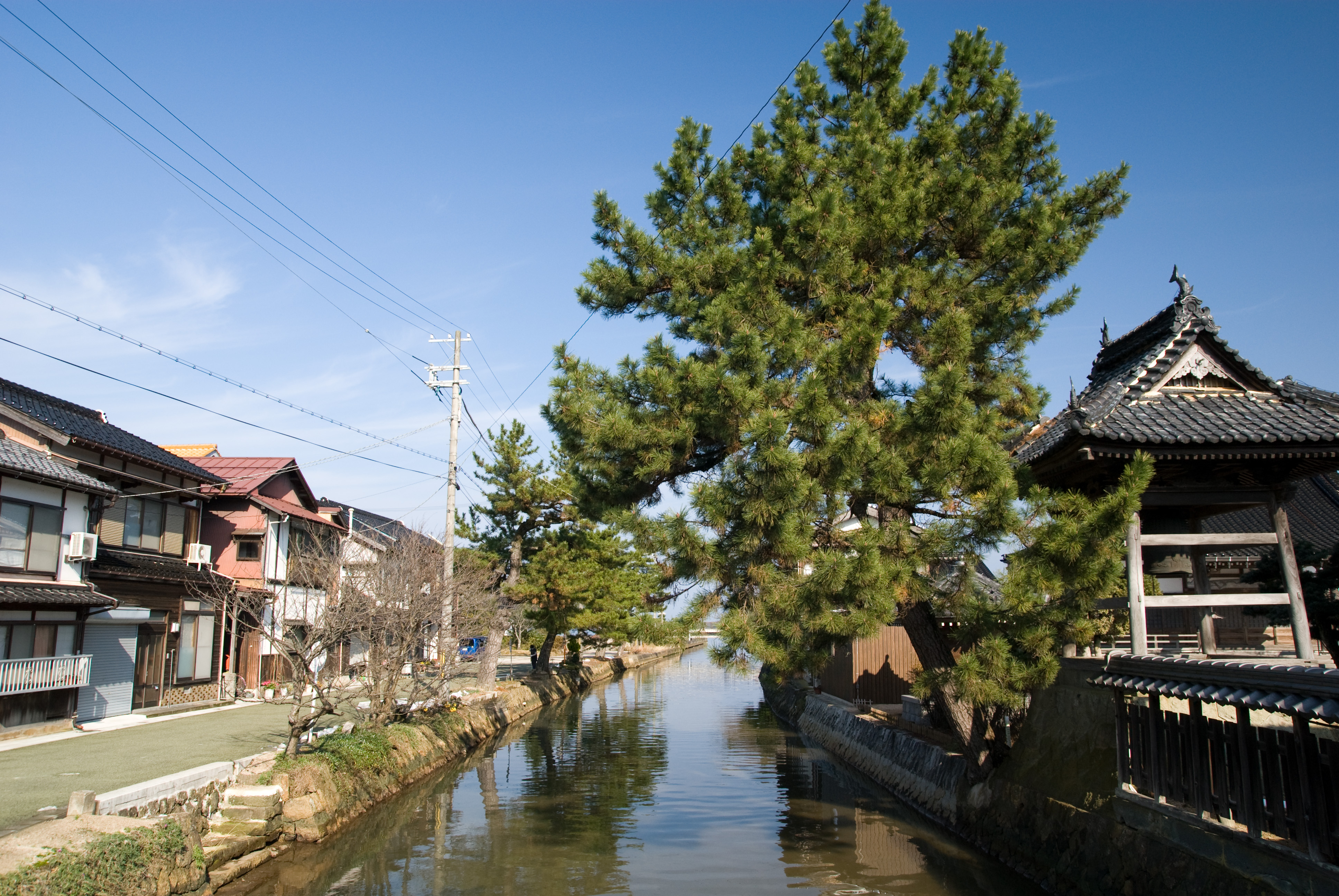
久美谷川と長明寺
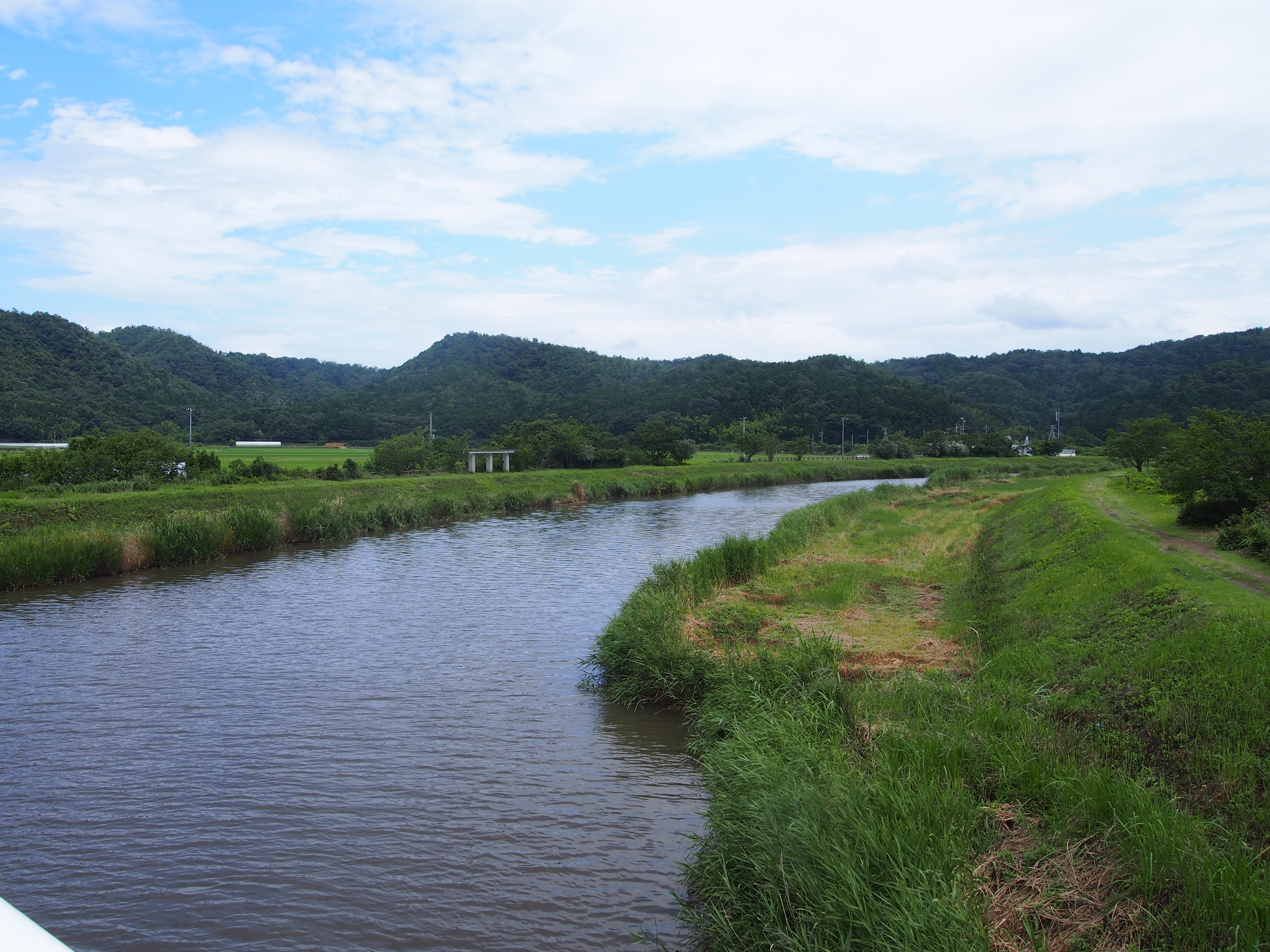
川上谷川（甲山）
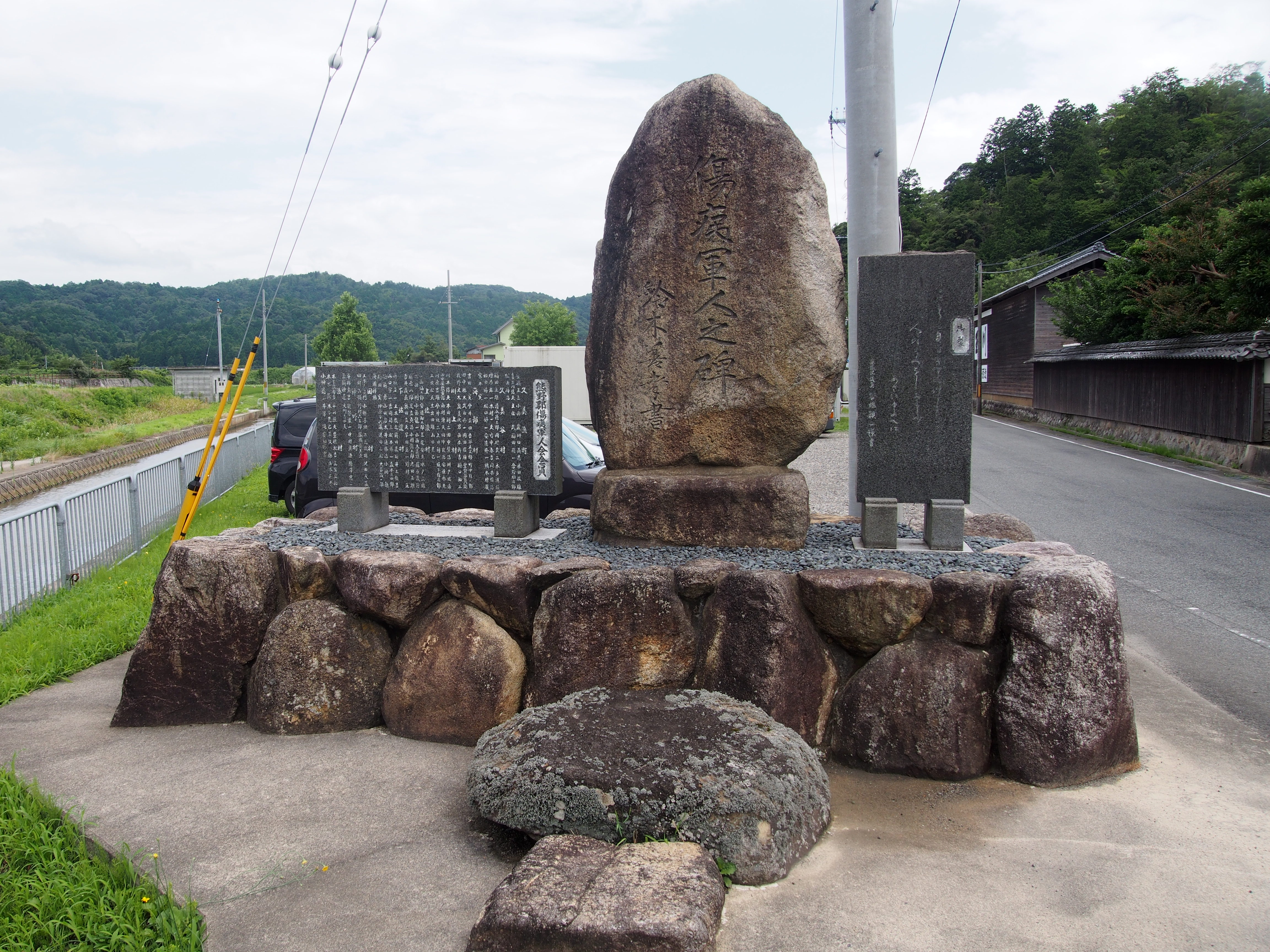
傷痍軍人之碑（甲山）
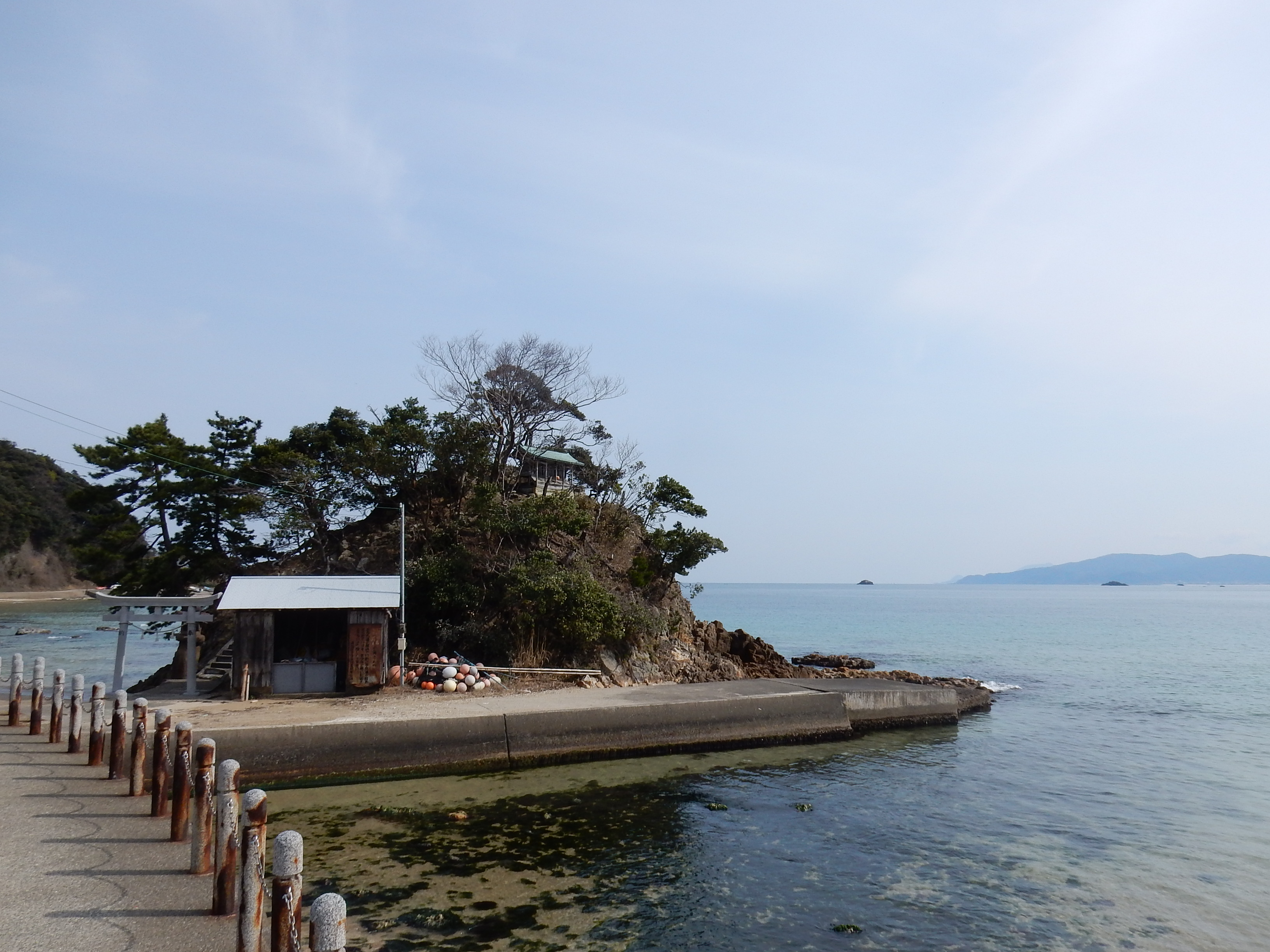
福島神社（蒲井）
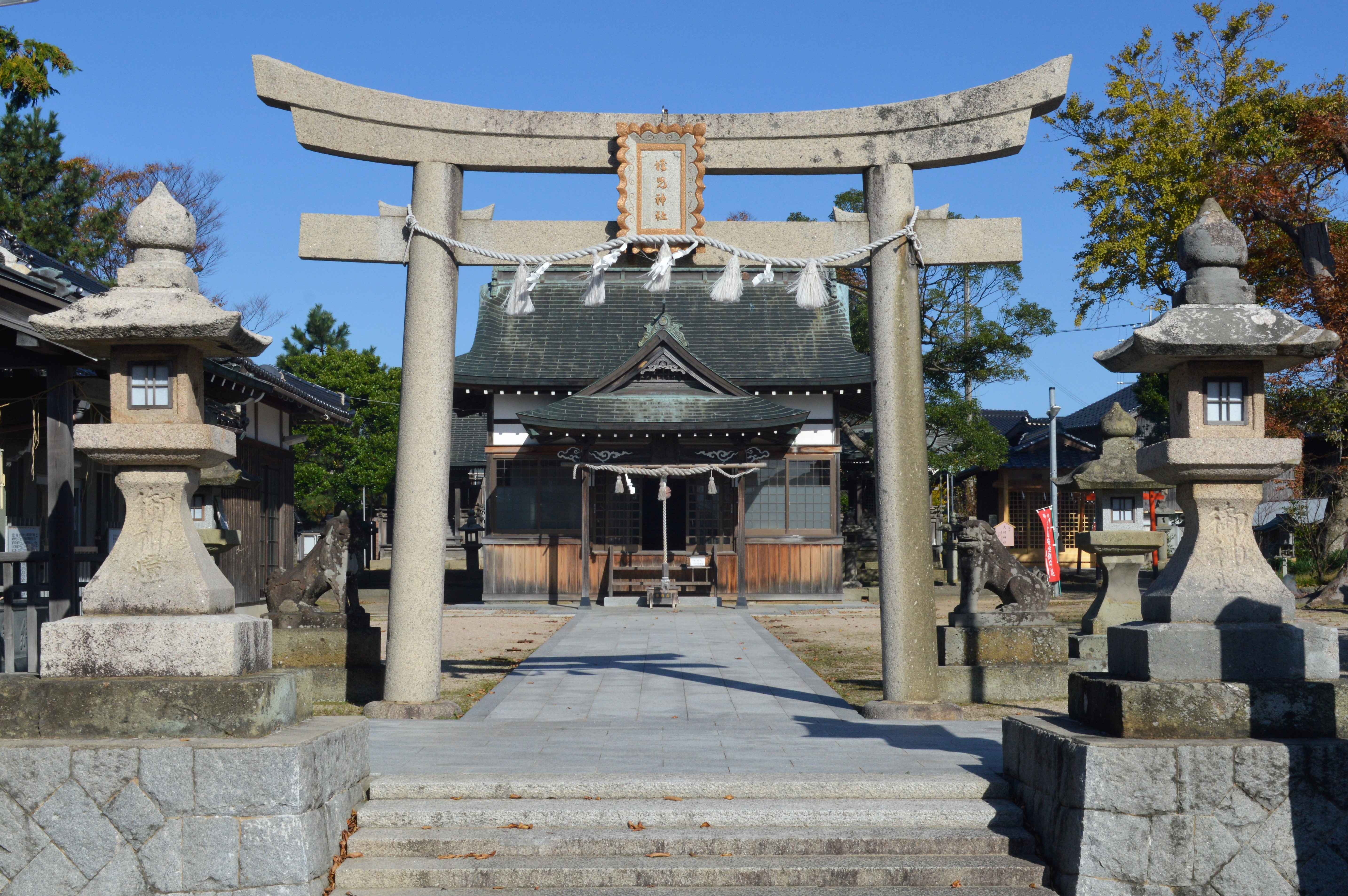
蛭子神社
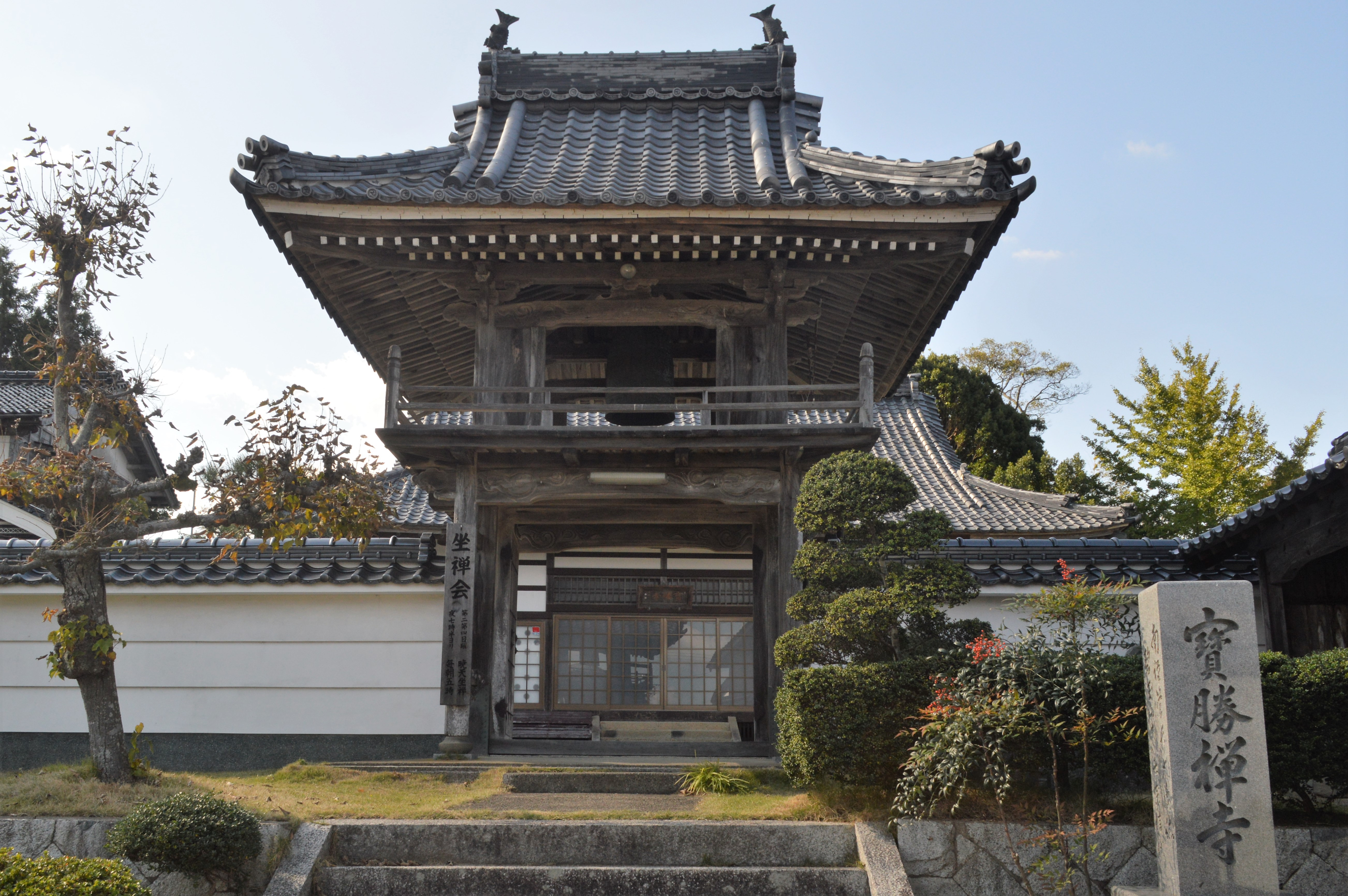
宝勝寺
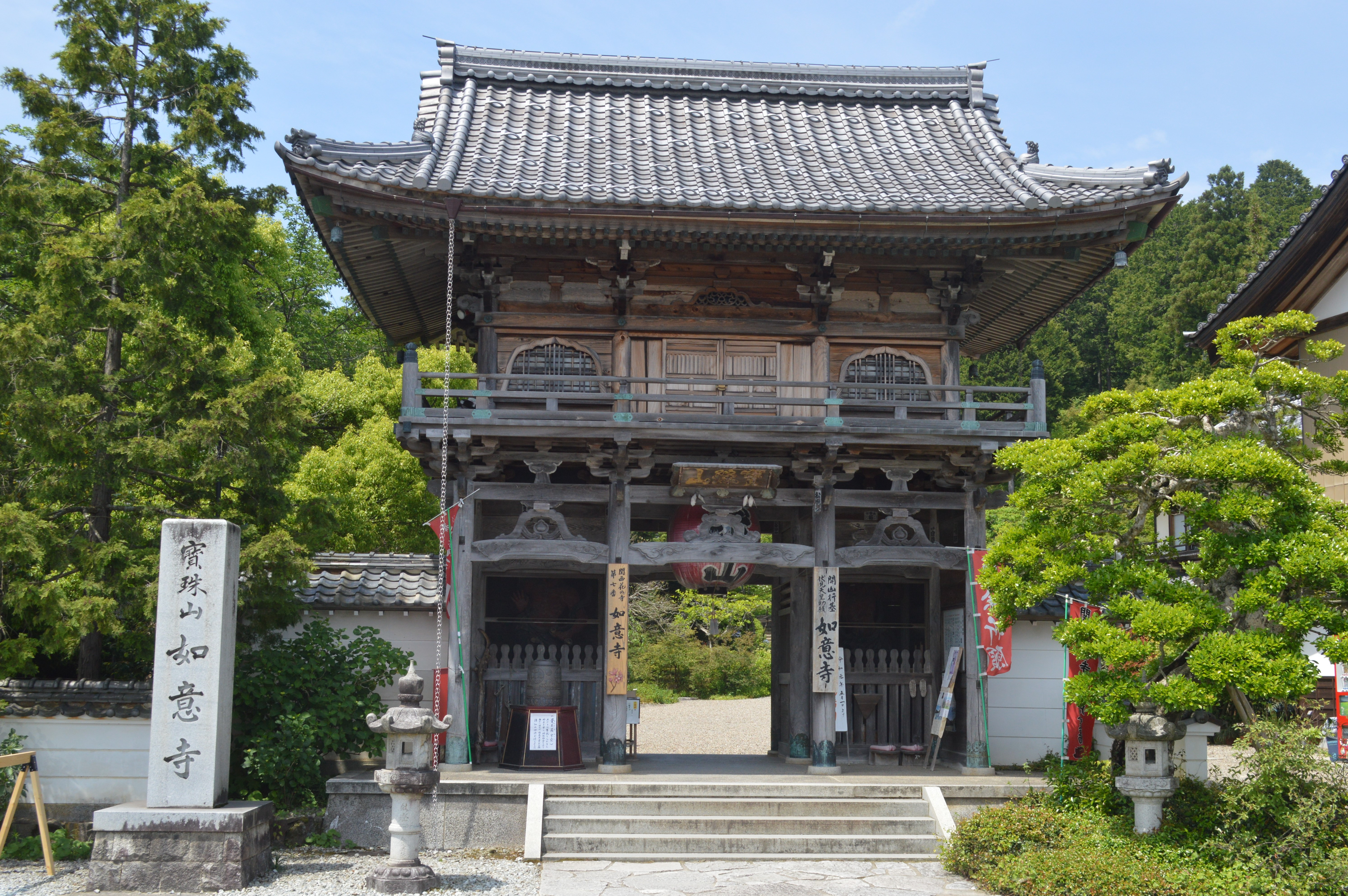
如意寺
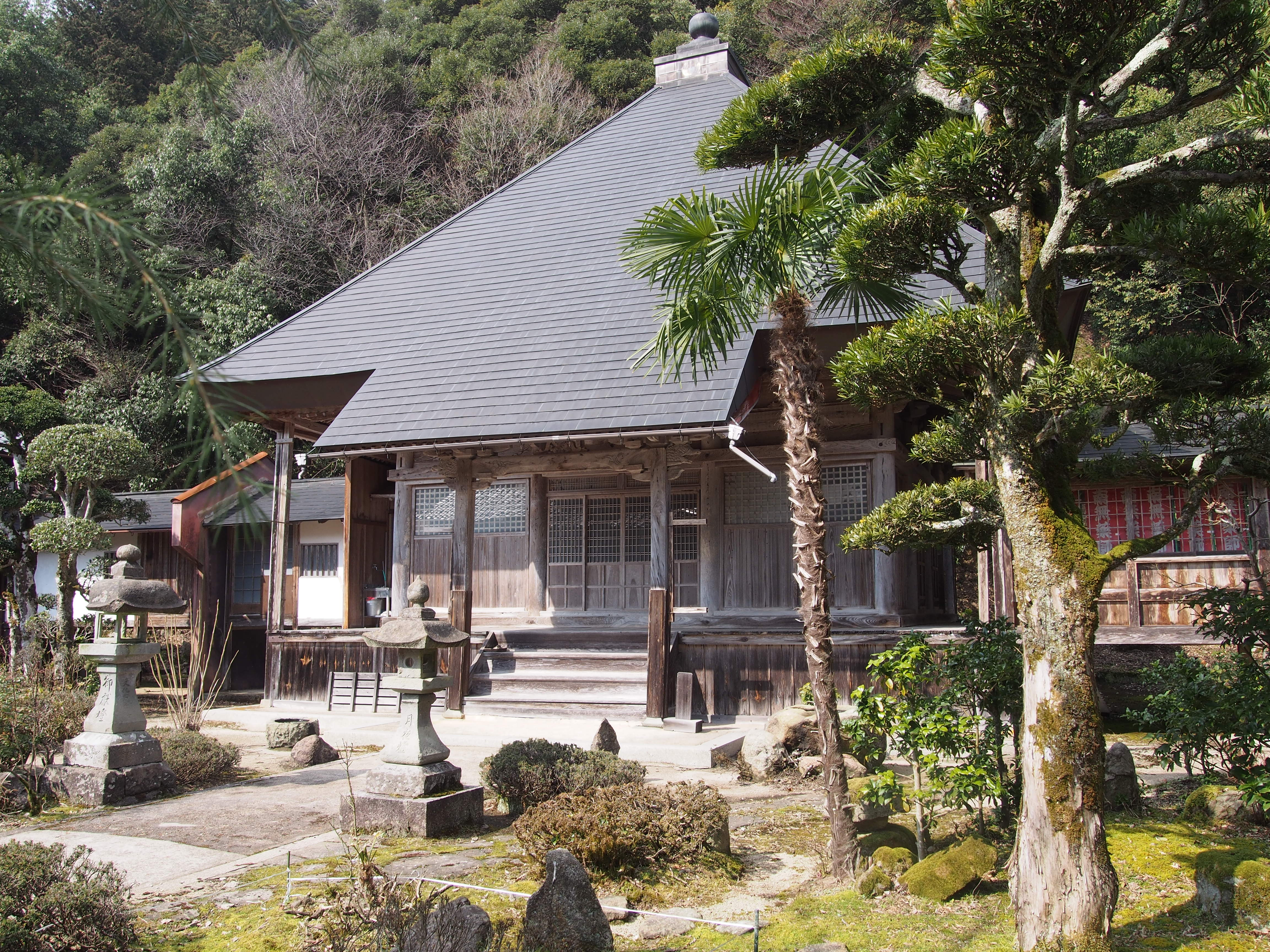
円頓寺
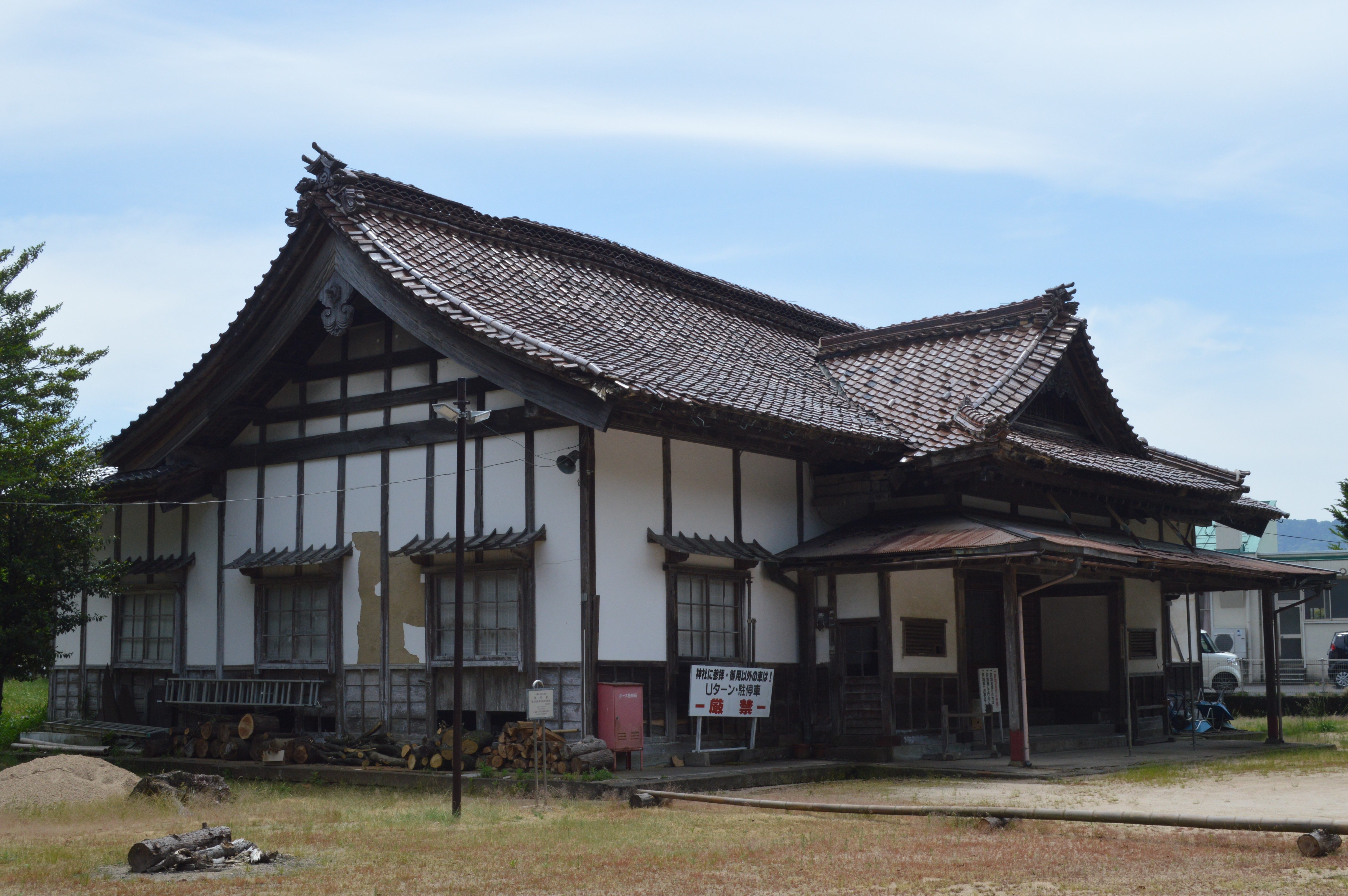
旧久美浜縣庁舎御玄関棟（現：参考館）
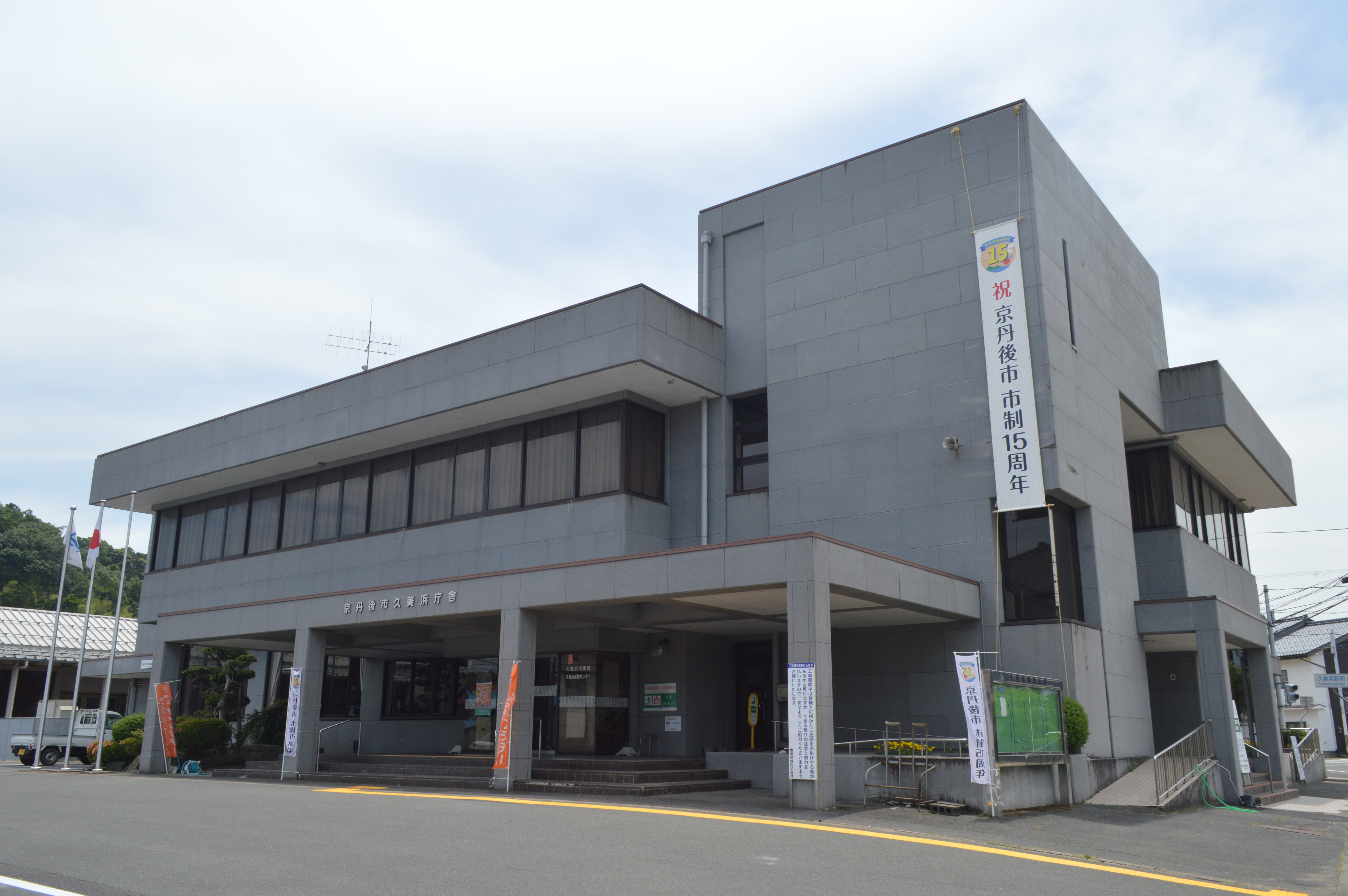
京丹後市久美浜庁舎
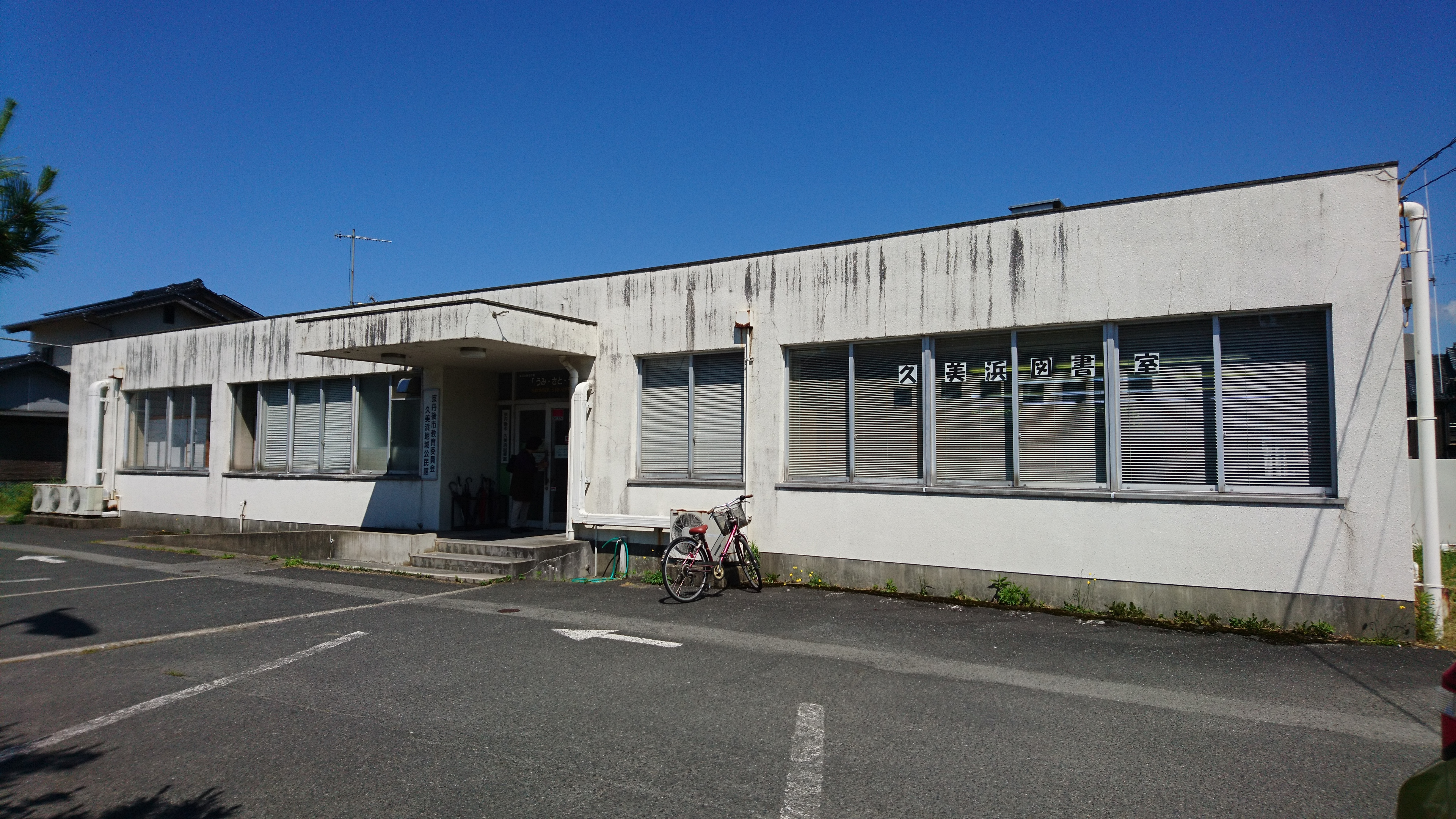
旧久美浜図書室（2019年6月30日閉館し、8月庁舎内に移転）